# Aleyrodes proletella
Aleyrodes proletella är en insektsart som först beskrevs av Carl von Linné 1758.  Aleyrodes proletella ingår i släktet Aleyrodes, och familjen mjöllöss. Arten är reproducerande i Sverige.

## Bildgalleri

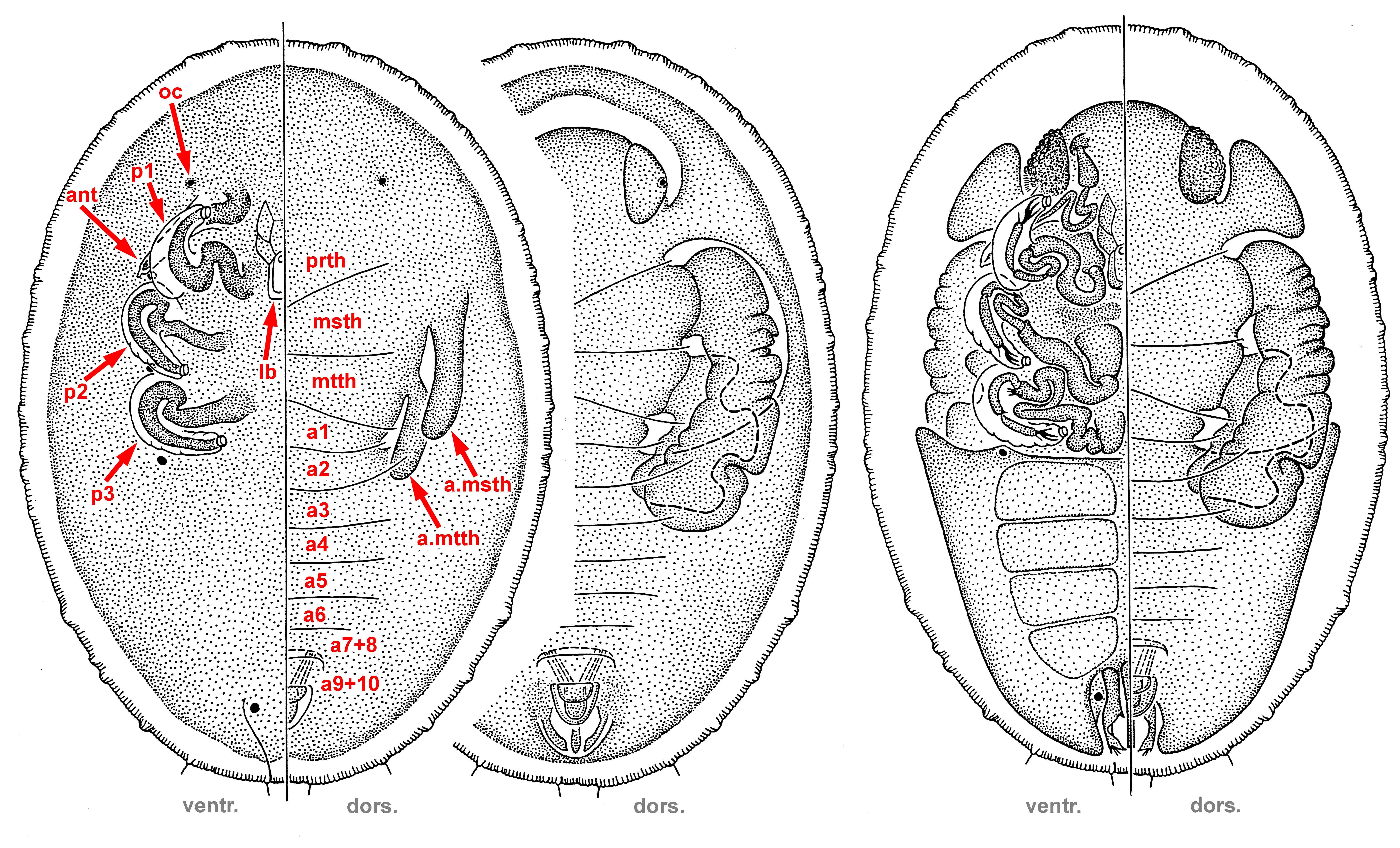
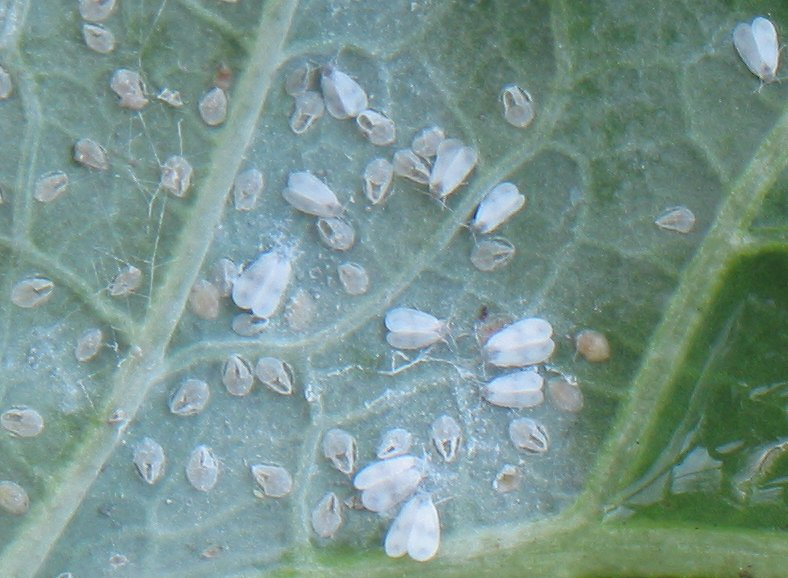
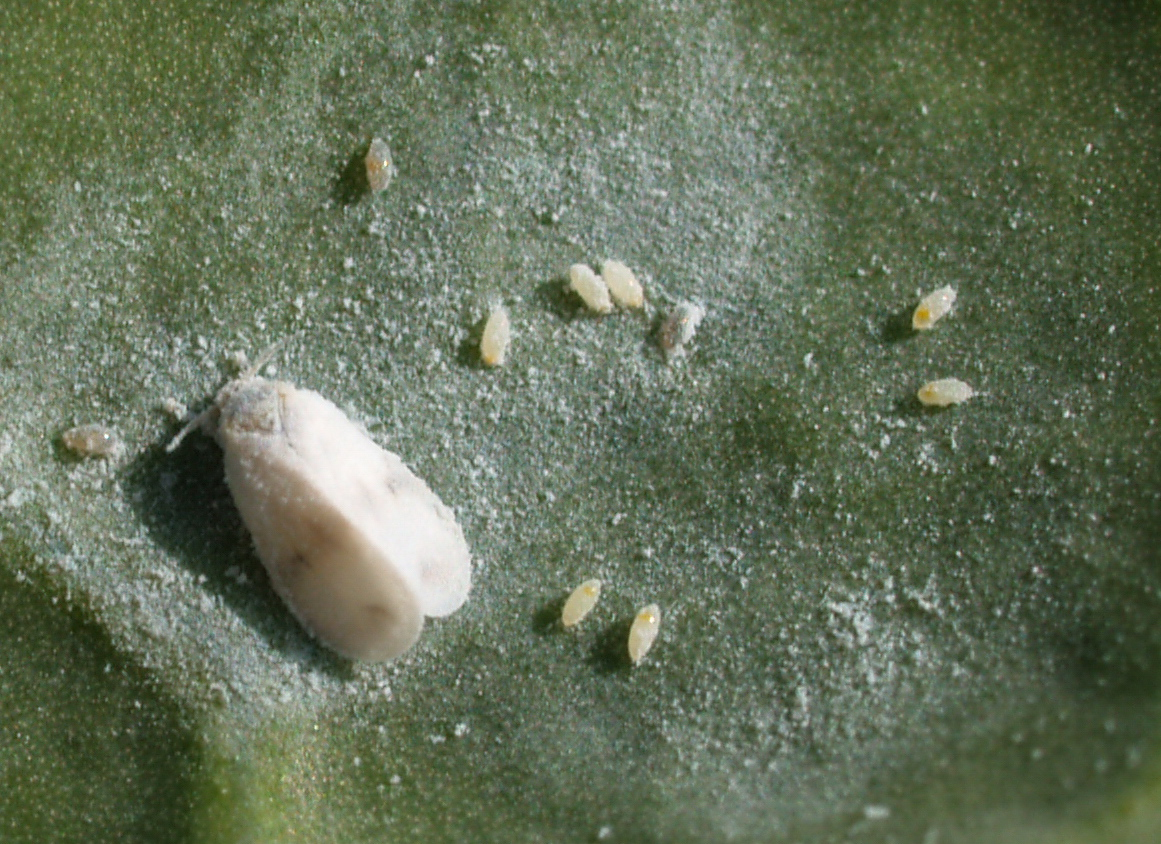
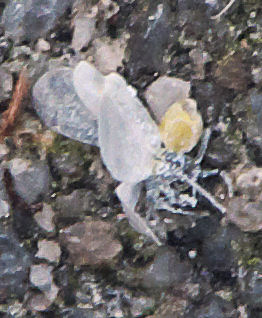